# 加強音

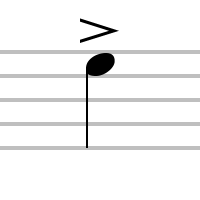
強音

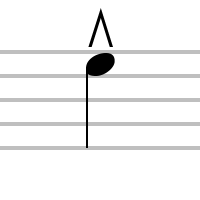
特加強音

加強音（義大利語：Marcato，意指顯著），又名強音，指將某一音符或和弦奏得更響、更大力，它以文字 marcato 或向右的“>”符號標示。
特加強音（義大利語：Marcatissimo）與加強音相似，但較加強音更響，並以向上的“^”標示。
與特斷音不同，這兩種楔形符號不會因音符方向不同而改變其方向和位置（位於音符正上方）。
對一些能控制餘音音量的樂器而言，加強音意味着一個音或節奏上的一組音強力地開始，然後隨着餘音回到正常的音量。
而在爵士樂大樂團樂譜中加強音符號除指音符加以中等的重音外亦會縮少約1/3的時值。

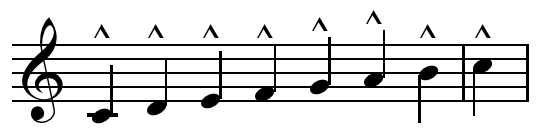
C大調的全音階，每個音都以加強音演奏。